# Uniformitarisme

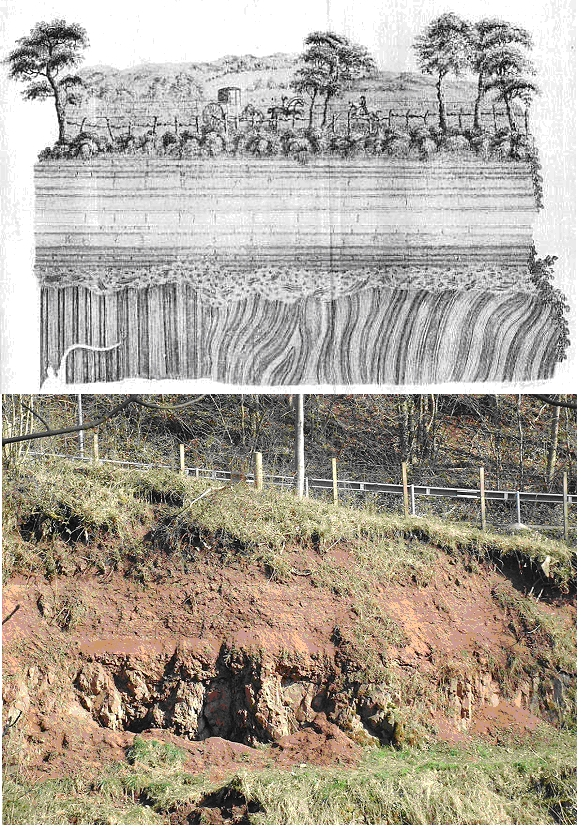
Comparaison d'un terrain près de Jedburgh en Écosse. Le dessin du haut est une illustration publiée en 1787, alors que la photo du bas date de 2003. Des lits de sédiments inclinés ont été recouverts de lits horizontaux. Cette discordance est la conséquence d'une longue période géologique pendant laquelle les dépôts ont cessé alors que les strates basses se sont inclinées. Ensuite les dépôts horizontaux ont repris.

L'uniformitarisme est un des principes de base de la géologie moderne. Il postule que les processus qui  se sont exercés dans le passé lointain s'exercent encore de nos jours. L'adage « le présent est la clé du passé » résume la méthode qui en découle. Ce principe s'oppose au catastrophisme selon lequel les caractéristiques de la surface terrestre sont apparues soudainement dans le passé à partir de processus radicalement différents de ceux qui sont à l’œuvre aujourd'hui.
Plus précisément, l'uniformitarisme est le principe philosophique de l'actualisme, qui affirme que des phénomènes semblables s'opèrent en tous temps et en tous lieux. L'actualisme est une méthode qui repose sur la transposition du système actuel à des systèmes passés ; son acception peut être plus ou moins forte selon qu'il est purement heuristique ou reposant sur des démarches expérimentales.

## Éléments historiques
« L'effort préalable nécessaire sera de se constituer une vaste batterie, un riche assortiment de "causes actuelles" connues à fond, un riche trousseau de clefs à essayer dans les vieilles serrures, sans forcer, prudemment : évitons la projection simpliste de tout le présent sur tout le passé (j'ai parié ailleurs des pièges de "l'Actualisme abusif, d'une désarmante naïveté) »

— François Ellenberger.
L'uniformitarisme a d'abord été formulé au XVIIIe siècle par James Hutton, puis plus largement répandu par John Playfair et Charles Lyell, actualistes qui proposent de ne considérer que l'action lente et graduelle (uniformitarisme) des phénomènes géologiques connus de nos jours (actualisme). Pendant le XVIIIe et le XIXe siècle, une vive controverse existe entre cette théorie et le catastrophisme, en particulier parce que l'uniformitarisme est incompatible avec les événements tels que décrits par la Bible. L'uniformitarisme est résumé en 1905 par la phrase célèbre de Sir Archibald Geikie qui se réfère aux travaux de Hutton : « le présent est la clé du passé ». Avant que la théorie de la dérive des continents, expliquée plus tard par celle de la tectonique des plaques, ne soient acceptées au XXe siècle, certains géologues pensaient que la surface de la Terre était restée globalement inchangée depuis sa formation, son refroidissement depuis un état en fusion ayant provoqué des plissements formant les montagnes. Dans les dernières décennies du XXe siècle, l'uniformitarisme a été modifié pour tenir compte de certains événements catastrophiques dans le passé de la terre, tels que les impacts de météorites ou les périodes de volcanisme intense. Il est plutôt énoncé maintenant comme : « les forces géologiques sont la plupart du temps lentes et restent identiques à travers le temps ».

## Paléogéographie
Le principe d'actualisme est une des bases de la reconstitution des organismes et de l'environnement en paléontologie.
Il pose l'hypothèse que les relations observées actuellement se vérifiaient également à la période étudiée, ce qui n'est qu'une hypothèse, probable mais non démontrée. Par exemple, considérer qu'un dinosaure aux dents acérées était carnivore et non herbivore est une application de ce principe.
De façon moins triviale, on sait que les coraux ne peuvent pas vivre à plus de 10–20 m de profondeur, sans quoi la lumière leur manque. Les coraux fossilisés nous permettent donc de reconstituer le niveau de la mer à l'époque (eustatisme).
Ce principe est donc l'outil conceptuel qui permet de formuler des hypothèses sur des époques dont nous n'avons que des traces. Il est parfois pris en défaut ; l'actualisme pourrait faire dire que les cristaux contenant du fer pris dans les laves volcaniques pointent vers le nord géographique, alors qu'ils se sont peut-être formés à une période où les pôles magnétiques ne correspondaient pas aux pôles géographiques, et que la dérive des continents les a déplacés et fait pivoter.